# カールリス・ミーレンバハス

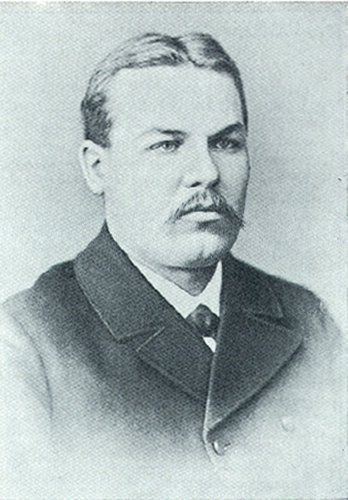
カールリス・ミーレンバハス

カールリス・ミーレンバハス（Kārlis Mīlenbahs,Mühlenbach, Mühlenbachs,Mīlenbachsとも、1853年1月18日 - 1916年3月27日）は、ラトビア人で最初の言語学者。1876年にドルパト大学で言語学を修めるが、貧乏のため1880年に退学。ラトビア語、ロシア語、ドイツ語の論考やオデュッセイアーの翻訳で知られるが、中でもラトビア語-ドイツ語辞典の編纂の業績で著名である。この辞典は没後1923年から1932年にかけてリーガで四巻刊行された後、共著者であったヤーニス・エンヅェリーンス（Lv:Jānis Endzelīns）が後を継いで増補、完成した。